# Fridolina Rolfö
Fridolina Rolfö (n. 24 noiembrie 1993, Kungsbacka, Hallands län, Suedia) este o fotbalistă suedeză, medaliată olimpică. A participat la 2 ediții ale Jocurilor Olimpice (2016, 2020) în care a câștigat două medalii de argint.